# Anne Seibel
Anne Seibel ist eine französische Szenenbildnerin und Produktionsdesignerin.

## Leben
Seibel absolvierte die École Spéciale d’Architecture in Paris. Sie begann ihre Karriere bei amerikanischen Produktionen, die in Frankreich gedreht wurden. Durch einen Freund ihrer Eltern, die im Bereich Medizin und Wissenschaft tätig waren, besuchte sie erstmals ein Filmset. Seibel arbeitete bereits zweimal mit dem Regisseur Woody Allen zusammen. Für die erste Zusammenarbeit, Midnight in Paris, wurde sie erstmals für einen Oscar nominiert.

## Filmografie
| - 1985: James Bond 007 – Im Angesicht des Todes (A View to a Kill) - 1985: Eine demanzipierte Frau (Plenty) - 1986: Nanou - 1987: James Bond 007 – Der Hauch des Todes (The Living Daylights) - 1987: Scheidung auf französisch (Club de rencontres) - 1987: Mein Opa ist genial (Il est génial papy!) - 1988: Les Guignols de l’info (Fernsehserie) - 1989: Die Französische Revolution (La révolution française) - 1990: Stan the Flasher - 1991: Verliebt in Chopin (Impromptu) - 1993: Taxi de nuit - 1993: Kreuzfahrt ins Jenseits (Voyage) (Fernsehfilm) - 1994: Casque bleu - 1996: Golden Boy - 1995: Die Piratenbraut (Cutthroat Island) - 1997: Die Abenteuer des Odysseus (The Odyssey) (Fernsehserie) - 1998: Der Mann in der eisernen Maske (The Man in the Iron Mask") - 1999: Cleopatra (Fernsehfilm) - 2000: Madame Bovary (Fernsehfilm) - 2001: Burger Quiz (Fernsehserie) - 2001: Passwort: Swordfish (Swordfish) | - 2001: Spy Game – Der finale Countdown (Spy Game) - 2002: Hyper show (Fernsehserie) - 2003: Tempo (Voyage) - 2003: Sergueï & Tatiana (Kurzfilm) - 2004: Sex and the City: A Farewell (Fernsehfilm) - 2004: In 80 Tagen um die Welt (Around the World in 80 Days) - 2005: München (Munich) - 2006: Marie Antoinette - 2006: Die Sopranos (Fernsehserie; 1 Folge) - 2006: Der Teufel trägt Prada (The Devil Wears Prada) - 2007: Rush Hour 3 - 2008: The Happening - 2009: G.I. Joe – Geheimauftrag Cobra (G.I. Joe: The Rise of Cobra) - 2009: Road, Movie - 2010: Keep Calm and Carry On (Kurzfilm) - 2010: Hereafter – Das Leben danach (Hereafter) - 2011: It Is Miracul’house (Kurzfilm) - 2011: Midnight in Paris - 2011: Seduction in the City (Fernsehserie; 2 Folgen) - 2012: To Rome with Love - 2014: Ein Augenblick Liebe (Une rencontre) |

## Auszeichnungen
- 2012: Chlotrudis Awards: Nominierung in der Kategorie Bestes Szenenbild für Midnight in Paris
- 2012: Oscar: Nominierung in der Kategorie Bestes Szenenbild für Midnight in Paris